# Tâm hồn
Tâm hồn trong nhiều truyền thống tôn giáo, triết học và thần thoại, là bản chất hợp nhất của một sinh vật. Tâm hồn trong tiếng Hy Lạp cổ đại: ψυχή "psykhe", chữ Hán: 心魂 bao gồm các khả năng tinh thần của một sinh vật: lý trí, tính cách, cảm giác, ý thức, trí nhớ, nhận thức, suy nghĩ, v.v. Tùy thuộc vào hệ thống triết học, một tâm hồn có thể là phàm nhân hoặc bất tử. Trong Cựu Ước giáo, chỉ có con người có tâm hồn bất tử (mặc dù sự bất tử bị tranh chấp trong Do Thái giáo và khái niệm về sự bất tử có thể đã bị ảnh hưởng bởi Plato). Chẳng hạn, nhà thần học Công giáo Thomas Aquinas gán "tâm hồn" (anima) cho tất cả các sinh vật nhưng lập luận rằng chỉ có tâm hồn con người là bất tử.
Các tôn giáo, khác đáng chú ý nhất là Ấn Độ giáo và Kỳ Na giáo (Jain), cho rằng tất cả các sinh vật sống từ vi khuẩn nhỏ nhất đến lớn nhất của động vật có vú là chính các tâm hồn (atman, jiva) và có đại diện vật lý của chúng (cơ thể) trên thế giới. Bản ngã (self) thực tế là tâm hồn, trong khi cơ thể chỉ là một cơ chế để trải nghiệm nghiệp chướng của cuộc sống đó. Do đó, ví dụ nếu chúng ta nhìn thấy một con hổ thì có một bản sắc tự ý thức trú ngụ trong đó (tâm hồn) và một đại diện vật lý (toàn bộ cơ thể của con hổ, có thể quan sát được) trên thế giới.
Một số người dạy rằng ngay cả những thực thể phi sinh học (như sông và núi) cũng có linh hồn. Niềm tin này được gọi là thuyết vật linh. Các nhà triết học Hy Lạp, như Socrates, Plato và Aristotle, hiểu rằng tâm hồn  (ψυχή psūchê) phải có một khoa hợp lý, bài tập là hành động thiêng liêng nhất của con người. Tại phiên tòa bào chữa của mình, Socrates thậm chí còn tóm tắt lời dạy của mình không gì khác hơn là một lời khích lệ để đồng bào Athen của mình vượt trội trong các vấn đề về tâm lý vì tất cả các sự đúng đắn cơ thể đều phụ thuộc vào sự xuất sắc như vậy (Apology 30a–b).
Sự đồng thuận hiện nay của khoa học hiện đại là không có bằng chứng ủng hộ sự tồn tại của tâm hồn khi theo truyền thống được định nghĩa là hơi thở tinh thần của cơ thể. Trong siêu hình học, khái niệm "Tâm hồn" có thể được đánh đồng với khái niệm "Tâm trí" để chỉ ý thức và trí tuệ của cá nhân.

## Phân biệt với linh hồn
Tâm hồn thường có nghĩa là năng lượng sống bên trong mang tính gắn kết với phần vật chất cơ thể sống trong khi linh hồn thường là dạng năng lượng chuyển động khi không có phần cơ thể như ma, thiên thần hoặc ác quỷ.

## Quan điểm tôn giáo

### Cận Đông cổ đại

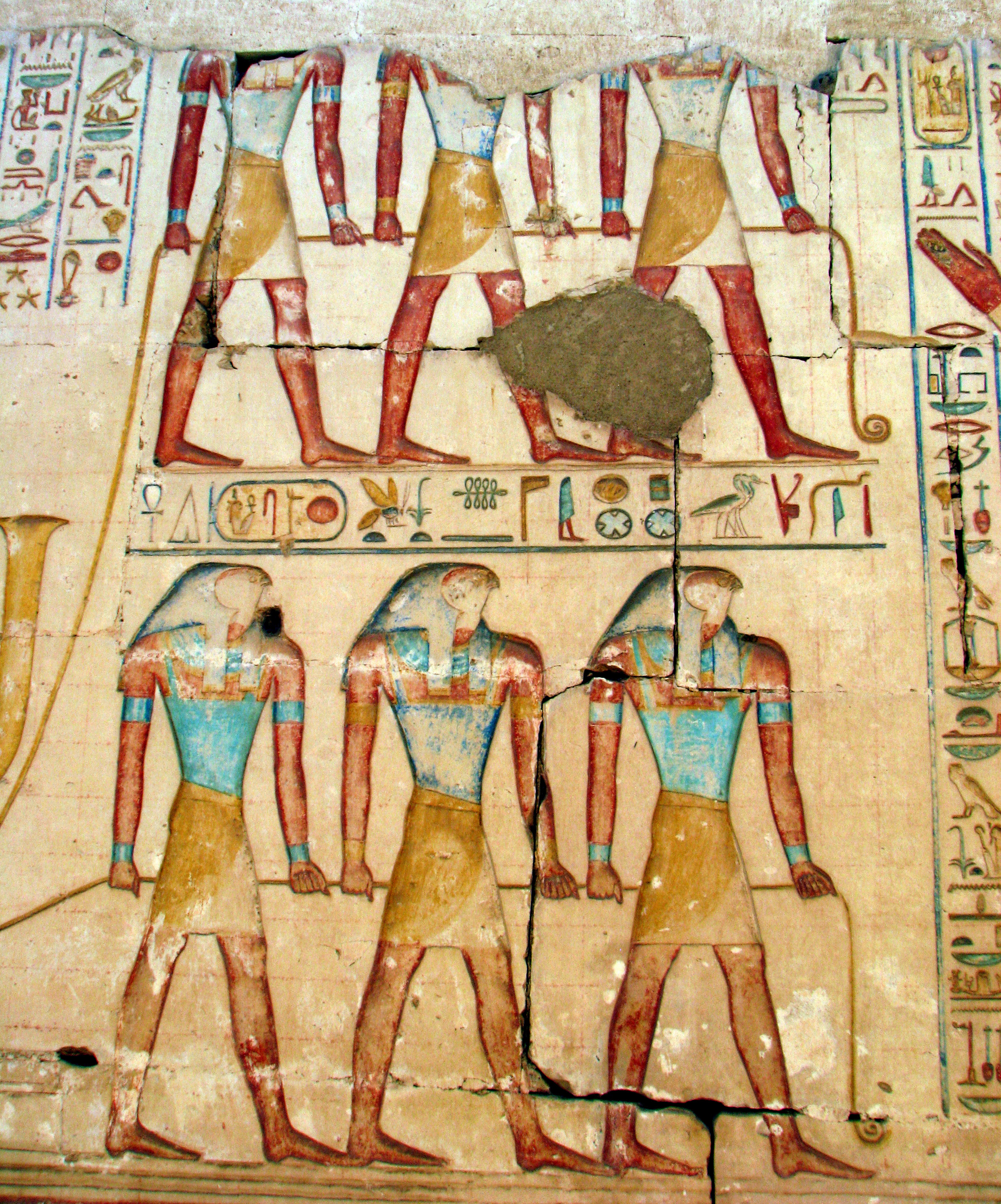
Hồn của Pe và Nekhen kéo theo cuộc mặc cả của hoàng gia trên một bức phù điêu của đền thờ Ramesses II ở Abydos.

Trong tôn giáo Ai Cập cổ đại, một cá nhân được cho là được tạo thành từ nhiều yếu tố khác nhau, gồm một số yếu tố vật chất và một số tâm linh. Những ý tưởng tương tự được tìm thấy trong tôn giáo Assur và Babylon cổ đại. Kuttamuwa, một quan chức hoàng gia thế kỷ thứ 8 TCN từ Sam'al, đã ra lệnh cho một tấm bia khắc được dựng lên sau cái chết của ông. Dòng chữ yêu cầu những người thương tiếc Kuttamuwa tưởng niệm nhân giới và thế giới bên kia của ông bằng những bữa tiệc "vì hồn của tôi ở trong tấm bia này". Nó là một trong những tài liệu tham khảo sớm nhất về một linh hồn như một thực thể riêng biệt với cơ thể. 800 pound (360 kg)   tấm bazan cao 3 ft (0,91 m) và rộng 2 ft (0,61 m). Nó đã được phát hiện trong mùa khai quật thứ ba bởi Cuộc thám hiểm Neubauer của Viện Phương Đông ở Chicago, Illinois.

### Bahá'í
Bahá'í giáo khẳng định rằng "linh hồn là dấu hiệu của Thiên Chúa, một viên ngọc quý trên trời mà thực tế mà những người đàn ông thông thái nhất đã không nắm bắt được, và bí ẩn, không có tâm trí nào, có thể hy vọng làm sáng tỏ". Bahá'u'lláh tuyên bố rằng linh hồn không chỉ tiếp tục sống sau cái chết thể xác của cơ thể con người, mà trên thực tế, là bất tử. Thiên đàng có thể được xem một phần là trạng thái gần gũi của linh hồn với Thiên Chúa; và địa ngục như một trạng thái xa xôi từ Thiên Chúa. Mỗi tiểu bang theo sau như một kết quả tự nhiên của những nỗ lực cá nhân, hoặc thiếu nó, để phát triển tâm linh. Bahá'u'lláh đã dạy rằng các cá nhân không có sự tồn tại trước cuộc sống của họ ở đây trên trái đất và sự tiến hóa của linh hồn luôn hướng về Thiên Chúa và tránh xa thế giới vật chất.

### Phật giáo
Phật giáo thuyết giảng nguyên tắc vô thường, rằng tất cả mọi thứ đều ở trong tình trạng thay đổi liên tục: tất cả đều thay đổi, và không có trạng thái vĩnh viễn tồn tại. Điều này áp dụng cho con người nhiều như mọi thứ khác trong vũ trụ. Như vậy, một con người không có bản ngã vĩnh viễn. Theo học thuyết về anatta (Pāli; tiếng Phạn: anātman) - "vô ngã" hoặc "vô hồn" - những từ "tôi" hay "của tôi" không đề cập đến bất kỳ điều gì cố định. Chúng đơn giản là các thuật ngữ thuận tiện cho phép chúng ta đề cập đến một thực thể luôn thay đổi.
Học thuyết anatta không phải là một loại chủ nghĩa duy vật. Phật giáo không phủ nhận sự tồn tại của các thực thể "phi vật chất", và nó (ít nhất là theo truyền thống) phân biệt các trạng thái cơ thể với các trạng thái tinh thần. Do đó, bản dịch thông thường của anatta là "vô hồn"  có thể gây nhầm lẫn. Nếu từ "linh hồn" chỉ đơn giản đề cập đến một thành phần kết hợp trong những sinh vật có thể tiếp tục sau khi chết, thì Phật giáo không phủ nhận sự tồn tại của linh hồn. Thay vào đó, Phật giáo phủ nhận sự tồn tại của một thực thể vĩnh viễn không đổi đằng sau các thành phần thay đổi và kết hợp của một sinh vật. Giống như cơ thể thay đổi từ khoảnh khắc này sang khoảnh khắc khác, nên những suy nghĩ đến và đi, và không có trạng thái vĩnh viễn nào nằm dưới tâm trí trải nghiệm những suy nghĩ này, như trong chủ nghĩa Cartesian. Các trạng thái tinh thần ý thức chỉ đơn giản phát sinh và diệt vong mà không có "nhà tư tưởng" đằng sau chúng. Khi cơ thể chết, Phật tử tin rằng các quá trình tinh thần kết hợp tiếp tục và được tái sinh trong một cơ thể mới. Bởi vì các quá trình tinh thần liên tục thay đổi, nên sinh vật được tái sinh không hoàn toàn khác biệt, cũng không hoàn toàn giống với, sinh vật đã chết. Tuy nhiên, sinh vật mới liên tục tồn tại với cái chết - giống như cách "bạn" của khoảnh khắc này liên tục với "bạn" của một khoảnh khắc trước đó, mặc dù thực tế là bạn đang thay đổi liên tục.
Giáo lý Phật giáo cho rằng một quan niệm về một bản ngã vĩnh viễn, vĩnh viễn là một ảo tưởng là một trong những nguyên nhân gây ra xung đột của con người trên các cấp độ tình cảm, xã hội và chính trị. Họ nói thêm rằng một sự hiểu biết về anatta cung cấp một mô tả chính xác về tình trạng của con người, và sự hiểu biết này cho phép chúng ta bình định những ham muốn trần tục của chúng ta.
Nhiều trường phái Phật giáo có những ý tưởng khác nhau về những gì được tiếp tục sau khi chết. Trường phái Duy thức tông trong Phật giáo Đại thừa cho biết có ý thức lưu trữ tiếp tục tồn tại sau khi chết. Trong một số trường phái, đặc biệt là Phật giáo Tây Tạng, quan điểm là có ba tâm trí: tâm trí rất tinh tế, không tan rã trong cái chết; tâm trí tinh tế, tan rã trong cái chết và đó là "tâm trí mơ mộng" hay "tâm trí vô thức"; và tâm trí thô thiển, không tồn tại khi một người đang ngủ. Do đó, tâm trí thô thiển thường ít hơn so với tâm trí tinh tế, không tồn tại trong cái chết. Tuy nhiên, tâm trí rất tinh tế vẫn tiếp tục, và khi nó "bắt kịp", hoặc trùng hợp với các hiện tượng, một lần nữa, một tâm trí tinh tế mới xuất hiện, với tính cách / giả định / thói quen của riêng nó, và thực thể đó gặp phải nghiệp chướng trong sự liên tục của hiện tại.
Thực vật được cho là không có tình cảm - vô tình (無情), nhưng các nhà sư Phật giáo được yêu cầu không chặt hoặc đốt cây, bởi vì một số chúng sinh dựa vào chúng. Một số nhà sư Đại thừa cho biết những sinh vật không có tình cảm như thực vật và đá cũng có Phật tính.
Một số Phật tử hiện đại, đặc biệt là ở các nước phương Tây, từ chối hay ít nhất là có lập trường bất khả tri đối với khái niệm tái sinh. Stephen Batch Bachelor thảo luận về điều này trong cuốn sách Phật giáo không có niềm tin. Những người khác chỉ ra nghiên cứu đã được tiến hành tại Đại học Virginia là bằng chứng cho thấy một số người được tái sinh.

### Kitô giáo

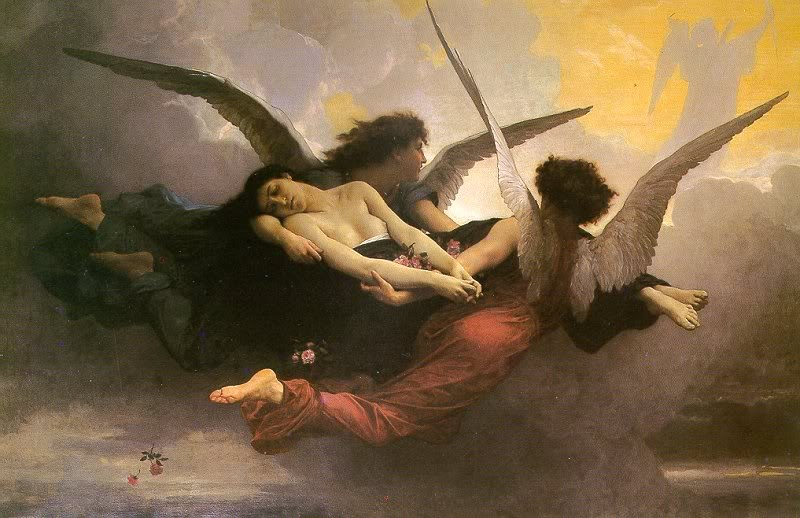
Linh hồn được đưa lên thiên đường bởi William Bouguereau

Theo một bí truyền Kitô giáo thông thường, khi con người chết đi, linh hồn của họ sẽ được Chúa phán xét và quyết tâm lên Thiên đàng hoặc đến Địa ngục chờ ngày phục sinh. Các Kitô hữu khác hiểu linh hồn là sự sống và tin rằng người chết không có sự sống cho đến sau khi phục sinh (chủ nghĩa có điều kiện Kitô giáo). Một số Kitô hữu tin rằng linh hồn và thể xác của những người bất chính sẽ bị hủy diệt trong địa ngục thay vì đau khổ vĩnh viễn (sự hủy diệt). Các tín đồ sẽ được thừa hưởng cuộc sống vĩnh cửu hoặc trên Thiên đàng, hoặc trong Vương quốc của Thiên Chúa trên trái đất và được hưởng mối tương giao vĩnh cửu với Thiên Chúa.
Mặc dù tất cả các nhánh chính của Kitô giáo - Công giáo, Chính thống giáo Đông phương, Chính thống giáo phương Đông, Giáo hội Đông phương, Tin lành và Tin Lành chính thống - đều dạy rằng Jesus Christ đóng vai trò quyết định trong quá trình cứu rỗi Kitô giáo, các chi tiết cụ thể của vai trò đó và phần được đóng bởi cá nhân hoặc theo các nghi lễ và mối quan hệ giáo hội, là một vấn đề đa dạng trong giáo huấn chính thức của nhà thờ, suy đoán thần học và thực hành phổ biến. Một số Kitô hữu tin rằng nếu một người không ăn năn tội lỗi của mình và không tin vào Jesus Christ là Chúa và Chúa cứu rỗi, thì người đó sẽ xuống địa ngục và chịu sự đày đọa vĩnh viễn hoặc chia ly vĩnh viễn với Thiên Chúa. Một số giữ niềm tin rằng các em bé (bao gồm cả người chưa sinh) và những người bị suy giảm nhận thức hoặc tinh thần đã chết sẽ được nhận lên Thiên đàng trên cơ sở ân sủng của Thiên Chúa thông qua sự hy sinh của Giêsu.
Cũng có niềm tin vào sự cứu rỗi phổ quát.

#### Nguồn gốc của linh hồn

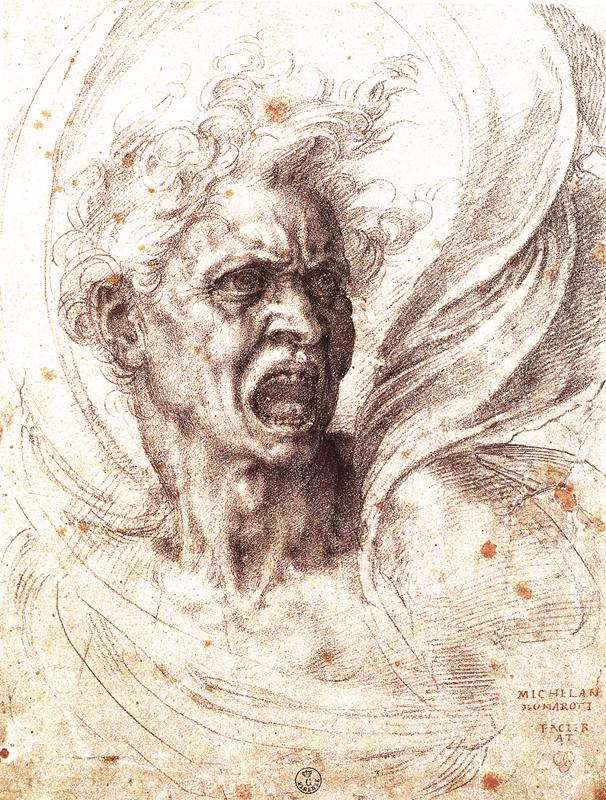
Linh hồn bị nguyền rủa. Tranh của Michelangelo Buônarroti c. 1525

#### Quan điểm của các trường phái khác nhau

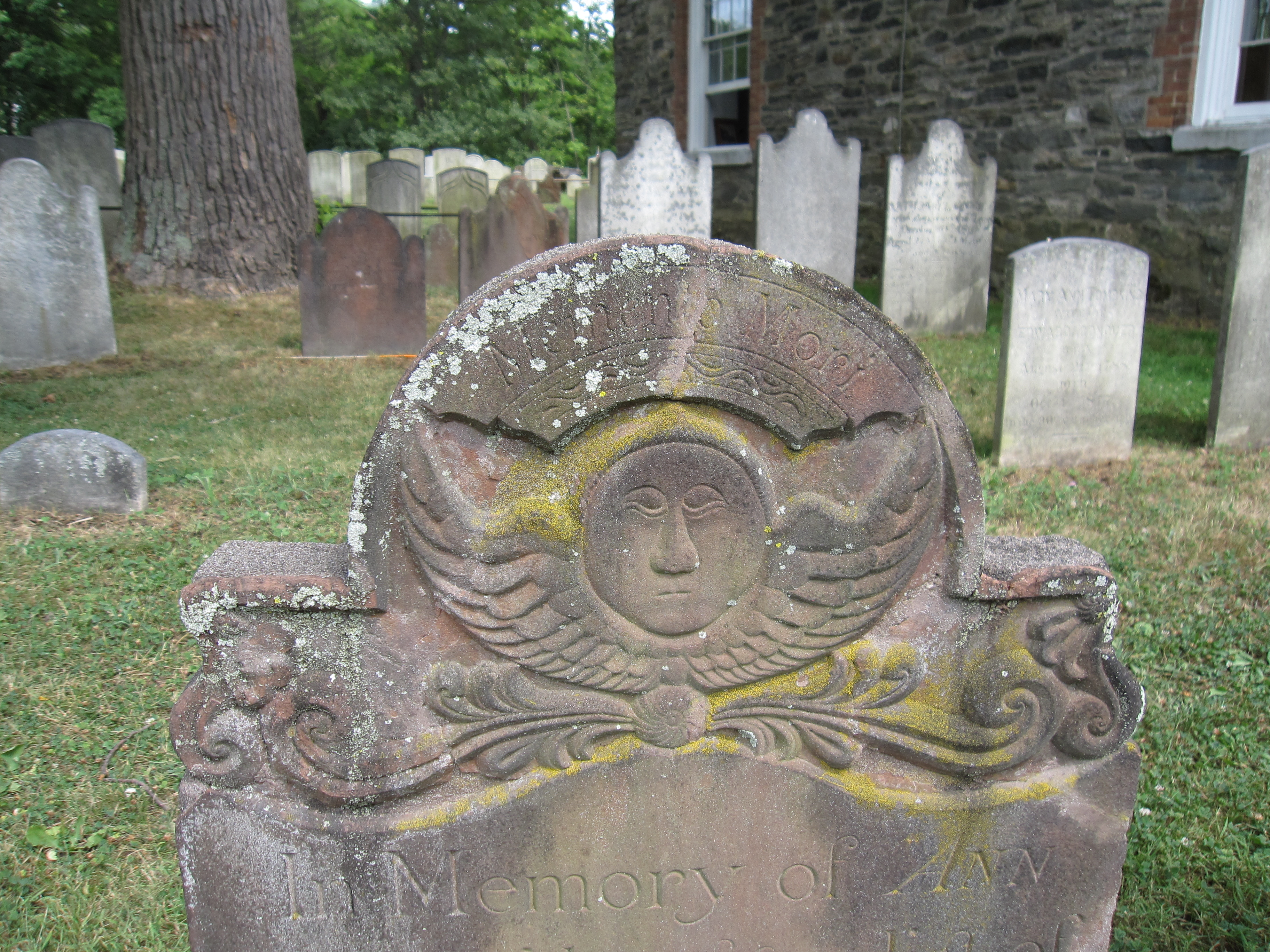
Sự miêu tả linh hồn trên bia mộ từ thế kỷ 17 tại nghĩa trang của Nhà thờ cổ Hà Lan của Sleepy Hollow

### Ấn Độ giáo

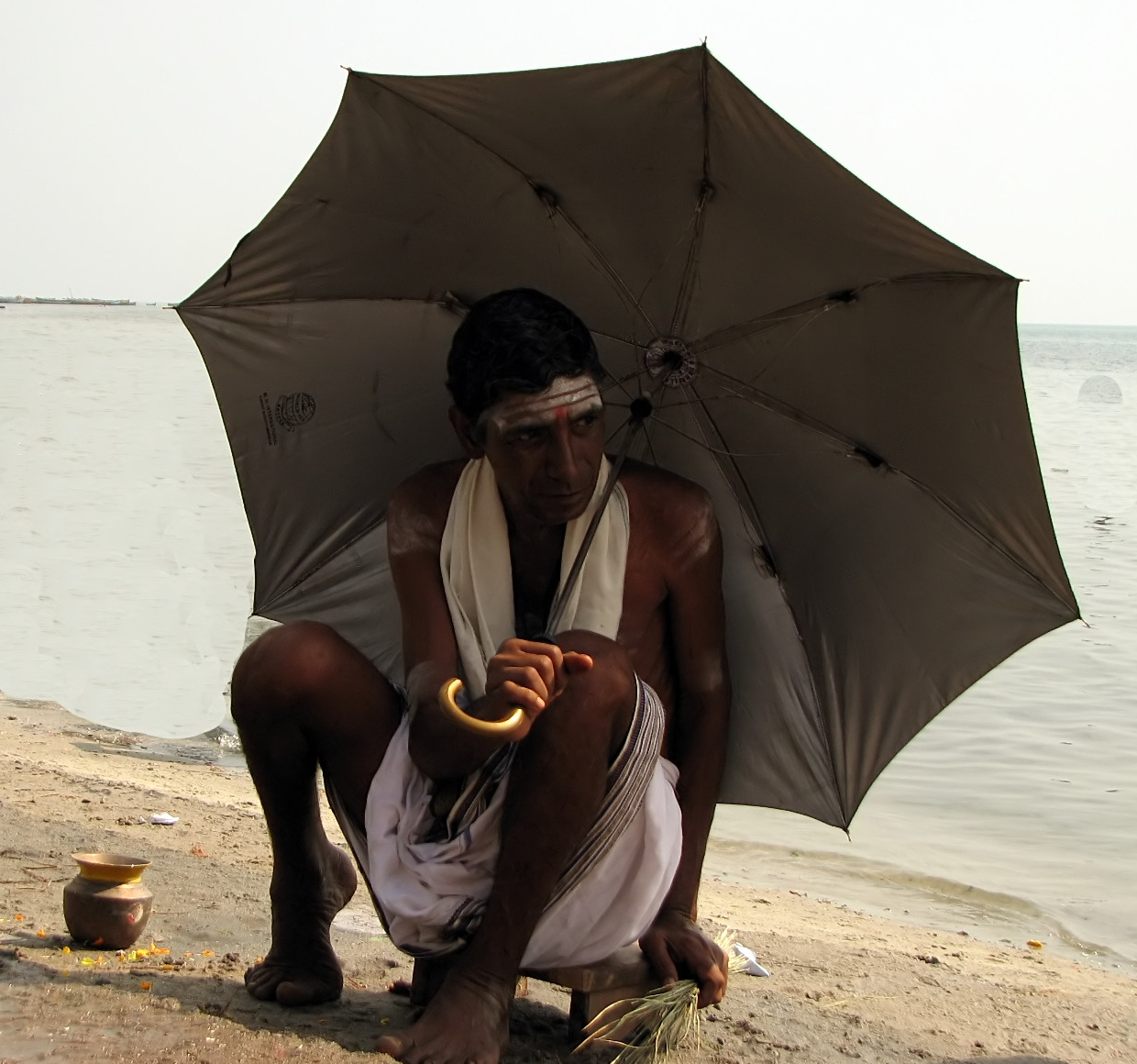
Nghi thức cuối cùng của Ấn Độ cho các linh hồn đã ra đi

### Tín ngưỡng và quan điểm tôn giáo khác

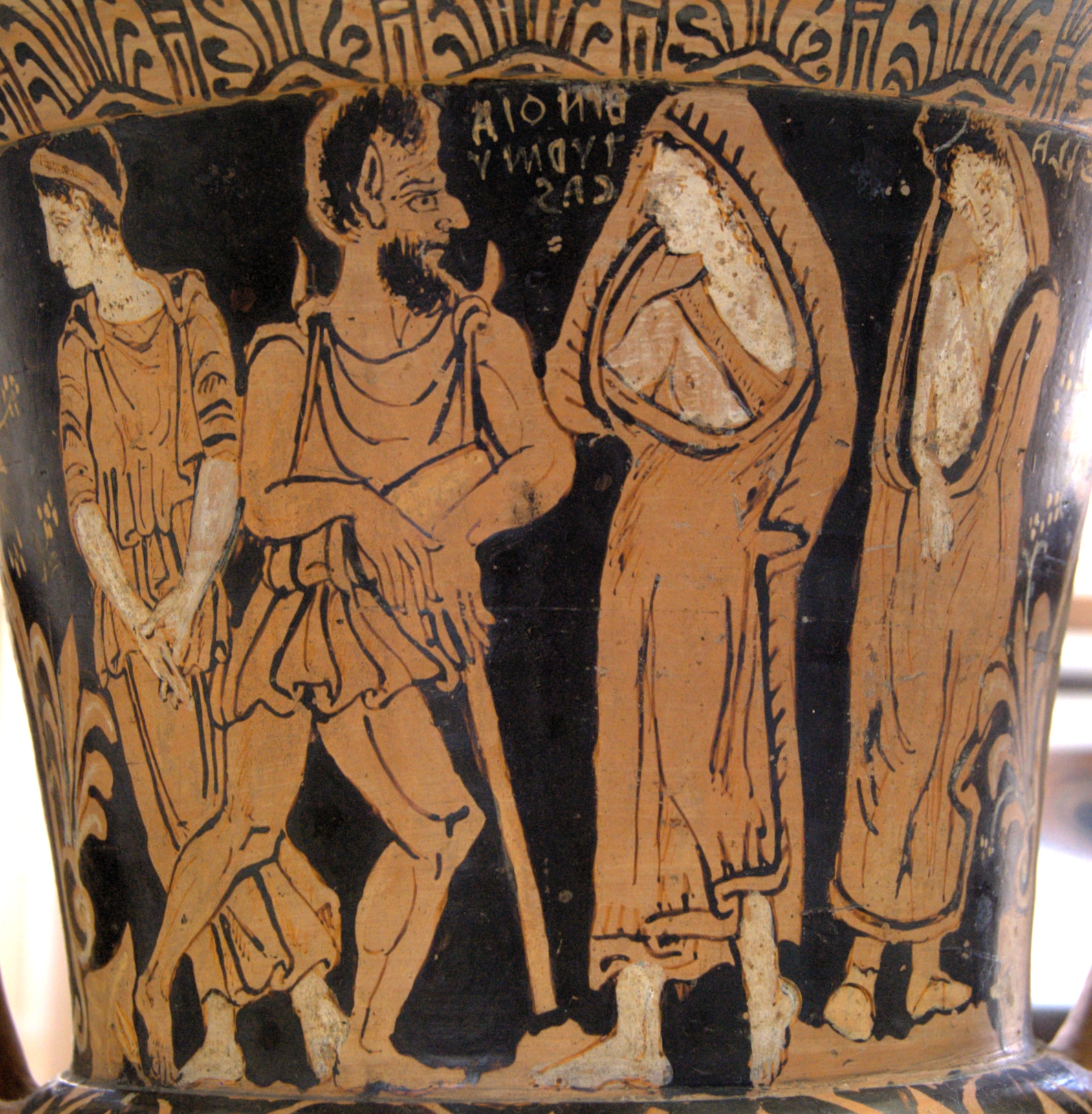
Charon (người Hy Lạp) là người hướng dẫn những linh hồn đã chết đến Địa ngục. Thế kỷ thứ 4 trước Công nguyên.